# AS New Soger
AS New Soger is een voetbalclub uit Congo-Kinshasa uit de stad Lubumbashi. Ze komt uit in Linafoot, de hoogste voetbaldivisie van het land. De club werd nog nooit landskampioen en won nog nooit een beker.